# Boris Tenine
Boris Mikhaïlovitch Tenine (en russe : Борис Михайлович Те́нин), né le 23 mars 1905 à Kouznetsk et mort le 8 septembre 1990 à Moscou, est un acteur de théâtre et cinéma soviétique.

## Biographie
Boris Tenine naît le 23 mars 1905 à Kouznetsk, fils d'un télégraphiste ferroviaire. En 1922, il sort diplômé des Ateliers supérieurs de théâtre (classe de Arkadi Zonov (1875-1922)) de l'Institut d'État de drame musical (aujourd'hui GITIS). Il se produit sur scène à partir de 1922, d'abord comme bouffon excentrique et acteur grotesque; par la suite, il se tourne vers les rôles dramatiques.
Il était acteur du Théâtre Libre, du Théâtre d'État Meyerhold (1920-1922, 1925-1927), dirigé par Vsevolod Meyerhold, du théâtre itinérant Comédiens (1922-1924), la troupe  Blouse Bleue (1925-1927), Théâtre académique de la Satire de Moscou (1927-1928), le Théâtre de l'Imprimerie de Moscou (plus tard la Revue Théâtre) (1929-1933).
Il fait ses débuts à l'écran en 1928 sous la direction de Sergueï Ioutkevitch dans le film La Dentelle. Il accède à la renommée après le rôle d'Ivan Chadrine dans L'Homme au fusil et du soldat Švejk dans Nouvelles aventures de Švejk (d'après Les Aventures du brave soldat Švejk).
En 1935, il se produit dans l'arène du Cirque de Moscou.
En 1936-1937, il enseigne à l'école de cirque et des variétés de Moscou.
Avec sa femme, Lydia Soukharevskaïa, il crée l'un des duos de variété.
Mort le 8 septembre 1990, Boris Tenine est enterré au cimetière Vagankovo.

## Filmographie partielle
- 1932 : Contre-plan (Встречный, Vstrechny) de Fridrikh Ermler et Sergueï Ioutkevitch : Vassia
- 1936 : La Fille sans dot (Bespridannitsa) de Iakov Protazanov : Vojevatov
- 1940 : Sverdlov (Яков Свердлов) de Sergueï Ioutkevitch : chansonnier
- 1945 : Salut Moscou ! (Здравствуй, Москва) de Sergueï Ioutkevitch : écrivain
- 1947 : La Question russe (Русский вопрос, Rousski vopros) de Mikhail Romm : Bob Murphy
- 1949 : La Chute de Berlin (Падение Берлина, Padeniye Berlina) de Mikhaïl Tchiaoureli : Vassili Tchouïkov
- 1951 : Prjevalski (Пржевальский) de Sergueï Ioutkevitch : Egorov
- 1956 : Derrière la vitrine du super marché (За витриной универмага) de Samson Samsonov : père de Sonia

## Prix et distinctions
- Artiste émérite de RSFSR (1939)
- Artiste du peuple de RSFSR (1950)
- Artiste du peuple de l'URSS (1981)
- Prix d'État de l'URSS de 1re classe (1948) pour le rôle dans le film La Question russe (1947)
- Ordre du Drapeau rouge du Travail (1939; 1985)
- Médaille pour la Défense de Léningrad (1946)
- Médaille Pour le travail vaillant dans la Grande Guerre patriotique 1941–1945 (1946)
- Médaille du 30e anniversaire de la Victoire sur l'Allemagne